# Brendan Fletcher
Brendan Fletcher est un acteur canadien né le 15 décembre 1981 à Comox Valley (en) Colombie-Britannique.

## Filmographie

### Cinéma
- 1997 : Air Bud : Buddy star des paniers de Charles Martin Smith : Larry Willingham
- 1999 : Les Cinq Sens (The Five Senses) de Jeremy Podeswa : Rupert
- 1999 : Jimmy Zip de Robert McGinley : Jimmy Zip
- 1999 : My Father's Angel de Davor Marjanovic : Vlada
- 1999 : Rollercoaster (en) de Scott Smith : Stick
- 2000 : Trixie de Alan Rudolph : le voleur de CD
- 2000 : The Law of Enclosures (en) de John Greyson : Henry
- 2001 : Sous le silence (The Unsaid) de Tom McLoughlin : Troy
- 2001 : De grot de Martin Koolhoven : Arthur Nussbaum
- 2001 : Turning Paige (en) de Robert Cuffley: Jeff Simm
- 2002 : Touch (court métrage) de Jeremy Podeswa : Narrator / Victim
- 2002 : Heart of America de Uwe Boll : Ricky Herman
- 2002 : Boys Briefs 2 de Barry Dignam, Antonio Hens, Jean-François Monette, Guillem Morales, Alexander Pfeuffer et Jeremy Podeswa : Narrator / Victim
- 2003 : 21st Century Scott (court métrage) de Matt Sinclair : Scott's Buddy
- 2003 : Freddy contre Jason (Freddy vs. Jason) de Ronny Yu : Mark Davis
- 2003 : The Big Charade (court métrage) de Jesse McKeown : Russ
- 2004 : Ginger Snaps : Résurrection (Ginger Snaps 2: Unleashed) de Brett Sullivan : Jeremy
- 2004 : Final Cut (The Final Cut) de Omar Naim : Michael
- 2004 : Ginger Snaps : Aux origines du mal (Ginger Snaps Back: The Beginning) de Grant Harvey : Finn
- 2004 : Lucky Stars de Jason Margolis : Asaf
- 2004 : Everyone de Bill Marchant : Dylan
- 2004 : Mojave de David Kebo et Rudi Liden : Johnny
- 2005 : Alone in the Dark de Uwe Boll : Cabbie
- 2005 : Paper Moon Affair de David Tamagi : Hart Turner
- 2005 : Tideland de Terry Gilliam : Dickens
- 2005 : Eighteen (en) de Richard Bell (en) : Jason Anders
- 2006 : Camping-car (RV) de Barry Sonnenfeld : Howie
- 2006 : Black Eyed Dog de Pierre Gang : David
- 2007 : 88 minutes de Jon Avnet : Johnny d'franco
- 2007 : The Green Chain de Mark Leiren-Young : The Tree Sitter - Dylan Hendrix
- 2007 : BloodRayne 2: Deliverance (BloodRayne II: Deliverance) de Uwe Boll : Muller
- 2008 : News Movie (The Onion Movie) de Tom Kuntz et Mike Maguire : Wigger Tim
- 2009 : Rampage, sniper en liberté de Uwe Boll : Bill Williamson
- 2010 : Badass Thieves (court métrage) de Mike George : Ethan
- 2011 : American Animal de Matt D'Elia : James
- 2011 : Blood Reich (BloodRayne: The Third Reich) de Uwe Boll : Nathaniel Gregor
- 2011 : Blubberella de Uwe Boll : Nathaniel Gregor
- 2011 : Edwin Boyd de Nathan Morlando : Willie Jackson, dit « Le Clown »
- 2013 : 13 Eerie de Lowell Dean : Josh
- 2013 : Suddenly de Uwe Boll : Député Anderson
- 2014 : The Grim Sleeper de Stanley M. Brooks : Morales
- 2014 : Rampage 2, La vengeance d'un sniper (Rampage: Capital Punishment) de Uwe Boll : Bill Williamson
- 2014 : Leprechaun: Origins de Zach Lipovsky : David
- 2014 : Altergeist (en) de Tedi Sarafian : Jason
- 2015 : The Revenant de Alejandro González Iñárritu : Fryman
- 2016 : Rampage: President Down de Uwe Boll : Bill Williamson
- 2018 : Braven, la traque sauvage (Braven) de Lin Oeding : Weston
- 2018 : Nomis (Night Hunter) de David Raymond : Simon Stulls / Nomis Stulls
- 2021 : Dangerous de David Hackl : Massey
- 2022 : Violent Night de Tommy Wirkola : Krampus
- 2025 : Normal de Ben Wheatley

### Télévision

#### Téléfilms
- 1995 : Little Criminals (en) de Stephen Surjik : Des
- 1996 : Randonnée à haut risque (Dead Ahead) de Stuart Cooper : Doug Loch
- 1997 : La Promesse (en) (Keeping the Promise) de Sheldon Larry : Matthew Hallowell
- 1997 : Contamination (Contagious) de Joe Napolitano : Brian
- 1997 : High Stakes de Donald Wrye : Sean
- 1997 : Trucks : Les Camions de l'enfer de Chris Thomson : Logan Porter
- 1998 : Des vacances mouvementées (Tourist Trap) de Richard Benjamin : Kyle Early
- 1998 : Floating Away de John Badham : Brad
- 1998 : Family Blessings de Nina Foch et Deborah Raffin : Joey Reston
- 1999 : Summer's End (en) de Helen Shaver : Hunter Baldwin
- 2000 : Meurtres en famille (Scorn) de Sturla Gunnarsson : Derik
- 2001 : Anatomy of a Hate Crime de Tim Hunter : Aaron McKinney
- 2002 : 100 Days in the Jungle de Sturla Gunnarsson : Bean
- 2003 : The Death and Life of Nancy Eaton de Jerry Ciccoritti : Andrew Leyshon-Hughes
- 2005 : Tripping the Wire: A Stephen Tree Mystery de Stephen Surjik : Paul Small
- 2006 : Rapid Fire (en) de Kari Skogland : Billy
- 2008 : Ogre de Steven R. Monroe : Stephen Chandler
- 2010 : Écran de fumée (Sandra Brown's Smoke Screen) de Gary Yates : Pat, Jr.
- 2012 : Hannah's Law (en) de Rachel Talalay : Zechariah Stitch
- 2013 : L'Ombre du harcèlement (Stalkers) de Mark Tonderai : Tim

#### Séries télévisées
- 1995 : The Marshal (en) : Lincoln 'Link' Fetter
- 1996 : Chair de poule (Goosebumps) : Grady Tucker
- 1996-2000 : Les Aventures de Shirley Holmes (The Adventures of Shirley Holmes) : Stink Patterson
- 1997 : Une sacrée vie (en) (Nothing Sacred) : Mark
- 1998 : MillenniuM : Alex Hanes (épisode 'Anamnesis')
- 1998 : Welcome to Paradox : Rudy
- 1998 : The Crow (The Crow: Stairway to Heaven) : Jesse Hickock (épisode 5 - Les voix)
- 1998 et 2001 : Coroner Da Vinci (Da Vinci's Inquest) : William Turner / Gary
- 1999 : La Loi du colt (en) (Dead Man's Gun) : Walter
- 2000-2001 : Caitlin Montana (Caitlin's Way) : Eric Anderson
- 2001 : Cold Squad, brigade spéciale : Will Lutz
- 2001 : Les Nuits de l'étrange (Night Visions) : Shane Watkins
- 2001 : Destin (en) (Dice) : Alasdair MacCrae
- 2002 : Édition spéciale (en) (Breaking News) : Daryl Higgins
- 2003 : Tom Stone (en) : Stevie Hasting
- 2003 : Jake 2.0 : MacP
- 2003 : Tru Calling : Compte à rebours : Derek De Luca
- 2004 : Les Forces du mal (Touching Evil) : Vince
- 2004 : Le Messager des ténèbres (The Collector) : The Devil / Pizza Delivery Guy
- 2005 : Intelligence : Bootsie
- 2006 : Supernatural : Max Miller
- 2006 : Saved : Steve Fembley
- 2006 : Les Maîtres de l'horreur (Masters of Horror) : Député Strauss
- 2007 : Les Experts (CSI: Crime Scene Investigation) : Mitchel Douglas / Lionel Dell
- 2008 : The Capture of the Green River Killer : Bobby
- 2009 : The Listener : Taz
- 2009 : Smallville : Rudy Jones / Parasite
- 2009 : The Guard : Police maritime : Owen
- 2009 : Defying Gravity : Russell Zachary
- 2009 : Flashpoint : Kevin
- 2009 et 2011 : Heartland : Liam
- 2010 : The Pacific : Bill Leyden
- 2010 : Shattered : Rick Baker
- 2011 : Endgame : Merritt Singer
- 2012 : Alcatraz : Joseph Limerick
- 2012 : La Menace du volcan (Ring of Fire) : Samuel Janen
- 2013 : The Killing : Goldie
- 2013 : King and Maxwell (King & Maxwell) : Dax Walters
- 2014 : Bates Motel : Kyle
- 2014 : Rogue : Spud
- 2014 : Hell on Wheels : L'Enfer de l'Ouest : Dultey
- 2014 : L'Heure de la peur (R.L. Stine's The Haunting Hour) : Seamus
- 2014 : Gracepoint : Lars Pierson
- 2018 : Arrow : Stanley
- 2023 : The Last of Us : Robert

### Producteur
- 2009 : Rampage, sniper en liberté de Uwe Boll

### Scénariste
- 2014 : Rampage 2, La vengeance d'un sniper (Rampage: Capital Punishment) de Uwe Boll
- 2016 : Rampage 3 : No Mercy

## Voix francophones
En France
| - Thierry Wermuth dans : - Arrow (série télévisée) - Siren (série télévisée) - Superman et Loïs (série télévisée) - Dangerous - Yannick Blivet dans : - Ginger Snaps : Résurrection - 88 Minutes - Les Experts (série télévisée) - Fabrice Trojani dans (les séries télévisées) : - Caitlin Montana - L'Enfer du Pacifique - Stéphane Marais dans : - News Movie - The Killing (série télévisée) - Yoann Sover dans : - Flashpoint (série télévisée) - Rampage 2 : La Vengeance d'un sniper - Éric Aubrahn dans : - Alcatraz (série télévisée) - La Menace du volcan (téléfilm) - Olivier Chauvel dans : - Bates Motel (série télévisée) - Nomis | Et aussi - Donald Reignoux dans Chair de poule (série télévisée) - Cédric Dumond dans La Promesse (téléfilm) - Alexis Tomassian dans Air Bud : Buddy star des paniers - Maël Davan-Soulas dans Freddy contre Jason - Vincent de Boüard dans Final Cut - Alexandre Gillet dans Ginger Snaps : Aux origines du mal - Tristan Petitgirard dans Alone in the Dark - Bertrand Liebert dans Tideland - Christophe Lemoine dans Supernatural (série télévisée) - Jérôme Pauwels dans Camping-car - Benjamin Pascal dans Rampage, sniper en liberté - Nicolas Matthys dans Écran de fumée (téléfilm) - Sylvain Agaësse dans L'Ombre du harcèlement (téléfilm) - Dimitri Rataud dans Gracepoint (mini-série) - Gérald Maillet dans The Revenant - Marc Maurille dans Projet Blue Book (série télévisée) - Jérémie Bédrune dans Violent Night - Cyrille Monge dans Billy the Kid (série télévisée) - Thibaut Lacour dans The Last of Us (série télévisée) - Thierry Gondet dans Fargo (série télévisée) |

Au Québec